# Liste der Staatsoberhäupter 1853
Übersicht
◄◄ | ◄ | 1849 | 1850 | 1851 | 1852 | Liste der Staatsoberhäupter 1853 | 1854 | 1855 | 1856 | 1857 | ► | ►►

Weitere Ereignisse

## Afrika
- Ägypten
  - Vizekönig: Abbas Hilmi I. (1849–1854)

- Äthiopien
  - Kaiser: Sahle Dengel (1851–1855)

- Buganda
  - König: Suna II. (1836–1856)

- Bunyoro
  - König: Kyebambe IV. (1852–1869)

- Burundi
  - König: Mwezi IV. Gisabo (1852–1908)

- Dahomey
  - König: Gézo (1818–1856)

- Liberia
  - Präsident: Joseph Jenkins Roberts (1847–1856)

- Marokko
  - Sultan: Mulai Abd ar-Rahman (1822–1859)

- Ruanda
  - König: Mutara II. (1830–1853)
  - König: Kigeri IV. (1853–1895)

- Kalifat von Sokoto
  - Kalif: Aliyu Babba (1842–1859)

- Zulu
  - König: Mpande ka Senzangakhona (1840–1872)

## Amerika

### Nordamerika
- Mexiko
  - Staats- und Regierungschef:
    - Präsident Mariano Arista (1851–6. Januar 1853)
    - (übergangsweise) Juan Bautista Ceballos (6. Januar–8. Februar 1853)
    - (amtierend) Manuel Lombardini (8. Februar–20. April 1853)
    - (amtierend) Antonio López de Santa Anna (20. April 1853–1855)

- Vereinigte Staaten von Amerika
  - Staats- und Regierungschef:
    - Präsident Millard Fillmore (1850–4. März 1853)
    - Präsident Franklin Pierce (4. März 1853–1857)

### Mittelamerika
- Costa Rica
  - Staats- und Regierungschef: Präsident Juan Rafael Mora Porras (1849–1859)

- Dominikanische Republik
  - Staats- und Regierungschef:
    - Präsident Buenaventura Báez (1849–15. Februar 1853, 1856–1858, 1868–1873, 1876–1878)
    - Präsident Pedro Santana (1844–1848, 15. Februar 1853–1856, 1859–1861)

- El Salvador
  - Staats- und Regierungschef: Präsident Francisco Dueñas (1851–1854, 1863–1871)

- Guatemala
  - Staats- und Regierungschef: Präsident Rafael Carrera y Turcios (1844–1848, 1851–1865)

- Haiti
  - Herrscher: Kaiser Faustin I. (1847–1859)

- Honduras
  - Staats- und Regierungschef: Präsident José de la Trinidad Francisco Cabañas Fiallos (1852–1855)

- Nicaragua
  - Staats- und Regierungschef:
    - Oberster Direktor José Laureano Pineda Ugarte (1851–1. April 1853)
    - Oberster Direktor Fruto Chamorro Pérez (1. April 1853–1855)

### Südamerika
- Argentinien
  - Staats- und Regierungschef: (provisorisch) Vorsitzender Justo José de Urquiza (1852–1854)

- Bolivien
  - Staats- und Regierungschef: Präsident Manuel Isidoro Belzu (1848–1855)

- Brasilien
  - Herrscher: Kaiser Peter II. (1831–1889)

- Chile
  - Staats- und Regierungschef: Präsident Manuel Montt (1851–1861)

- Ecuador
  - Staats- und Regierungschef: Präsident José María Urbina (1852–1856)

- Neugranada (heute Kolumbien)
  - Staats- und Regierungschef:
    - Präsident José Hilario López (1849–1. April 1853)
    - Präsident José María Obando (1. April 1853–1854)

- Paraguay
  - Staats- und Regierungschef: Präsident Carlos Antonio López (1841–1844, 1844–1862)

- Peru
  - Staats- und Regierungschef: Präsident José Rufino Echenique (1851–1855)

- Uruguay
  - Staats- und Regierungschef:
    - Präsident Juan Francisco Giró (1852–25. September 1853)
    - Triumvirat Venancio Flores, Juan Antonio Lavalleja, Fructuoso Rivera (25. September 1853–1854)

- Venezuela
  - Staats- und Regierungschef: Präsident José Gregorio Monagas (1851–1855)

## Asien
- Abu Dhabi
  - Emir: Sa'id (1845–1855)

- Adschman
  - Scheich: Humaid I. (1848–1872)

- Afghanistan
  - Emir: Dost Mohammed Khan (1842–1863)

- Bahrain
  - Emir: Muhammad ibn Khalifah Al Khalifah (1842–1868)

- China (Qing-Dynastie)
  - Kaiser: Xianfeng (1850–1861)

- Britisch-Indien
  - Generalgouverneur: James Andrew Broun-Ramsay (1848–1856)

- Japan
  - Kaiser: Kōmei (1846–1867)
  - Shōgun: (Tokugawa): Tokugawa Ieyoshi (1837–1853)
  - Shōgun: (Tokugawa): Tokugawa Iesada (1853–1858)

- Korea
  - König: Cheoljong (1849–1864)

- Kuwait
  - Emir: Djabir I. (1814–1859)

- Oman
  - Sultan: Said ibn Sultan (1804–1856)

- Persien (Kadscharen-Dynastie)
  - Schah: Naser od-Din Schah (1848–1896)

- Thailand
  - König: Mongkut, König von Thailand (1851–1868)

## Australien und Ozeanien
- Hawaii
  - König: Kamehameha III. (1825–1854)

## Europa
- Abchasien
  - Prinz: Mikheil Sharvashidze (1822–1864)

- Andorra
  - Co-Fürsten:
    - Kaiser von Frankreich: Napoleon III. (1848–1870)
    - Bischof von Urgell: Josep Caixal i Estradé (1851–1879)

- Belgien
  - Staatsoberhaupt: König Leopold I. (1831–1865)
  - Regierungschef: Ministerpräsident Henri de Brouckère (1852–1855)

- Dänemark
  - Staatsoberhaupt: König: Christian VIII. Friedrich VII. (1848–1863)
  - Regierungschef:
    - Ministerpräsident Christian Albrecht Bluhme (1852–21. April 1853, 1864–1865)
    - Ministerpräsident Anders Sandøe Ørsted (21. April 1853–1854)

- Deutscher Bund
  - Österreich
    - Kaiser: Franz Joseph I. (1848–1916)
      - Ministerpräsident: Karl Ferdinand Graf von Buol-Schauenstein (1852–1859)

  - Preußen
    - König: Friedrich Wilhelm IV. (1840–1861)
      - Ministerpräsident: Otto Theodor Freiherr von Manteuffel (1850–1858)

  - Fürstentum Anhalt-Bernburg
    - Herzog: Alexander Karl (1834–1863)

  - Fürstentum Anhalt-Dessau
    - Herzog: Leopold IV. (1817–1871)

  - Baden
    - Großherzog: Ludwig II. (1852–1856) regierungsunfähig
    - Regent: Friedrich I. (1852–1856)

  - Bayern
    - König: Maximilian II. (1848–1864)

  - Braunschweig
    - Herzog: Wilhelm (1831–1884)

  - Bremen
    - Bürgermeister: Johann Smidt (1821–1857)
    - Bürgermeister: Isak Hermann Albrecht Schumacher (1847–1853)

  - Frankfurt
    - Älterer Bürgermeister: Carl Heinrich Georg von Heyden (1845, 1848, 1850, 1853)

  - Hamburg
    - Bürgermeister: Johann Ludwig Dammert (1843–1855)
    - Bürgermeister: Heinrich Kellinghusen (1843–1844, 1845–1846, 1847–1848, 1851–1852, 1853–1854, 1855–1856, 1857–1858, 1859–1860)

  - Hannover
    - König: Georg V. (1851–1866)

  - Hessen-Darmstadt
    - Großherzog: Ludwig III. (1848–1877)
      - Präsident des Gesamt-Ministeriums: Reinhard Carl Friedrich von Dalwigk (1850–1871)

  - Hessen-Homburg
    - Landgraf: Ferdinand (1848–1966)
      - Dirigierender Geheimer Rat: Christian Bansa (1848–1862)

  - Hessen-Kassel
    - Kurfürst: Friedrich Wilhelm (1847–1866)

  - Holstein und Lauenburg (1815–1864 Personalunion mit Dänemark)
    - Herzog: Friedrich II. (1848–1863)

  - Liechtenstein
    - Fürst: Alois II. (1836–1858)

  - Lippe
    - Fürst: Leopold III. (1851–1873)

  - Lübeck
    - Bürgermeister: Bernhard Heinrich Frister (1845–1846, 1853–1854)

  - Luxemburg und Limburg (1815–1890 Personalunion mit den Niederlanden)
    - Großherzog: Wilhelm III. (1849–1890)

  - Mecklenburg-Schwerin
    - Großherzog: Friedrich Franz II. (1842–1883)
      - Präsident des Staatsministeriums: Hans Adolf Karl Graf von Bülow (1850–1858)

  - Mecklenburg-Strelitz
    - Großherzog: Georg (1816–1860)
      - Staatsminister: Wilhelm von Bernstorff (1850–1861)

  - Nassau
    - Herzog: Adolf (1839–1866) (1890–1905 Großherzog von Luxemburg)
      - Staatsminister: August Ludwig zu Sayn-Wittgenstein-Berleburg (1852–1866)

  - Oldenburg
    - Großherzog: Paul Friedrich August (1829–1853)
    - Großherzog: Nikolaus Friedrich Peter (1853–1900)
      - Staatsminister: Peter Friedrich Ludwig Freiherr von Rössing (1851–1874)

  - Reuß ältere Linie
    - Fürst: Heinrich XX. (1836–1859)

  - Reuß jüngere Linie
    - Fürst: Heinrich LXII. (1848–1854)

  - Sachsen:
    - König: Friedrich August II. (1836–1854)
      - Vorsitzender des Gesamtministeriums: Ferdinand von Zschinsky (1849–1858)

  - Sachsen-Altenburg
    - Herzog: Georg (1848–1853)
    - Herzog: Ernst I. (1853–1908)

  - Sachsen-Coburg und Gotha
    - Herzog: Ernst II. (1844–1893)
      - Staatsminister: Camillo von Seebach (1849–1888)

  - Herzogtum Sachsen-Meiningen
    - Herzog: Bernhard II. (1803–1866)

  - Sachsen-Weimar-Eisenach
    - Großherzog: Carl Friedrich (1828–1853)
    - Großherzog: Carl Alexander (1853–1901)

  - Schaumburg-Lippe
    - Fürst: Georg Wilhelm (1787–1860) (bis 1807 Graf)

  - Schwarzburg-Rudolstadt
    - Fürst: Friedrich Günther (1807–1867)

  - Schwarzburg-Sondershausen
    - Fürst: Günther Friedrich Karl II. (1835–1880)

  - Waldeck und Pyrmont
    - Fürst: Georg Viktor (1845–1893)
      - Regierungsrat: Carl Winterberg (1851–1867)

  - Württemberg
    - König: Wilhelm I. (1816–1864)
      - Staatsminister: Joseph von Linden (1850–1864)

- Frankreich
  - Kaiser: Louis-Napoléon Bonaparte (1852–1870) (1852–1852 Präsident)

- Griechenland
  - König: Otto I. (1832–1862)

- Italienische Staaten
  - Kirchenstaat
    - Papst: Pius IX. (1846–1870) (1870 Auflösung des Kirchenstaates – Pontifikat endet 1878)

  - Lombardo-Venetien (1815–1859/66 Personalunion mit Österreich)
    - König: Franz Joseph (1848–1859/66)

  - Modena und Reggio
    - Herzog: Franz V. (1846–1859)

  - Parma und Piacenza
    - Herzog: Karl III. (1849–1854)

  - San Marino
    - Capitani Reggenti: Filippo Belluzzi, Gaetano Simoncini (1. Oktober 1852–1. April 1853)
    - Capitani Reggenti: Domenico Maria Belzoppi, Pier Matteo Berti (1. April 1853–1. Oktober 1853)
    - Capitani Reggenti: Giambattista Braschi, Francesco Valli (1. Oktober 1853–1. April 1854)

  - Sardinien
    - König: Viktor Emanuel II. (1849–1861)

  - Königreich beider Sizilien
    - König: Ferdinand II. (1830–1859)

  - Toskana
    - Großherzog Leopold II. (1824–1859)

- Monaco
  - Fürst Florestan (1841–1856)

- Montenegro (bis 1878 unter osmanischer Suzeränität)
  - Fürst: Danilo II. Petrović-Njegoš (1851–1860) (bis 1852 Fürstbischof)

- Neutral-Moresnet:
  - Herrscher: Leopold I., König von Belgien (1831–1865)
  - Herrscher: Friedrich Wilhelm IV., König von Preußen (1840–1861)
  - Bürgermeister: Arnold Timothée de Lasaulx (1817–1859)

- Niederlande
  - König: Wilhelm III. (1849–1890)

- Norwegen
  - König: Oskar I. (1844–1859) (identisch mit Oskar I. von Schweden; Norwegisch-Schwedische Personalunion)

- Osmanisches Reich
  - Sultan: Abdülmecid I. (1839–1861)

- Portugal (1837–1853 gemeinsame Herrschaft)
  - Königin: Maria II. (1826–1828, 1834–1853)
  - König: Ferdinand II. (1837–1853) (1853–1855 Regent)
  - König: Peter V. (1853–1861)
  - Regent: Ferdinand II. (1853–1855) (1837–1853 König)

- Russland
  - Kaiser: Nikolaus I. (1825–1855)

- Schweden
  - König: Oskar I. (1844–1859) (1844–1859 König von Norwegen)

- Serbien (bis 1878 unter osmanischer Suzeränität)
  - Fürst: Aleksandar Karađorđević (1842–1858)

- Spanien
  - Königin: Isabella II. (1833–1868)

- Ungarn
  - König: Franz Joseph I. (1848–1916) (1848–1916 König von Böhmen, 1848–1916 Kaiser von Österreich)

- Vereinigtes Königreich
  - Staatsoberhaupt: Königin Victoria (1837–1901) (1877–1901 Kaiserin von Indien)
  - Regierungschef: Premierminister George Hamilton-Gordon, 4. Earl of Aberdeen (1852–1855)

- Walachei (unter osmanischer Oberherrschaft)
  - Fürst: Barbu Dimitrie Știrbei (1849–1853, 1854–1856)